# 方连英
方连英（1968年—），云南新平人，彝族，中华人民共和国政治人物、第十二届全国人民代表大会云南地区代表。
毕业于云南省玉溪市新平县职业高级中学卫生班，擔任云南省玉溪市新平县扬武镇马鹿寨村玉租小组的乡村医生。2013年，担任全国人大代表。